# 루츠 그룹
루츠 그룹(Rootes Group)은 영국의 자동차 제조업체이자, 별도로 주요 자동차 유통업체 및 딜러 사업체였다. 웨스트엔드오브런던에 본사를 둔 이 제조업체는 미들랜즈에 기반을 두었으며, 유통 및 딜러 사업은 잉글랜드 남부에 있었다. 1928년에 시작된 10년 동안, 매우 성공적인 유통 및 서비스 사업으로 부유해진 루츠 형제, 윌리엄 루츠와 레지날드는 자신들이 판매하는 제품을 더 면밀하게 통제하기 위해 제조에 진입하기를 열망했다.
프루덴셜 어슈어런스의 재정적 지원을 받아 두 형제는 힐만, 험버, 싱어, 선빔, 탤벗, 커머 및 캐리어 (자동차 제조업체)를 포함한 잘 알려진 영국 자동차 제조업체들을 인수했다.
1960년 절정에 달했을 때, 루츠는 코번트리와 버밍엄의 미들랜즈에 제조 공장을 가지고 있었고, 잉글랜드 남부에는 액턴, 루턴, 던스터블에, 스코틀랜드 서부 린우드에는 새로운 공장을 가지고 있었다. 런던 피카딜리의 데본셔 하우스에 있는 사무실에서 루츠와 다른 자동차 제조업체의 수출 및 국제 유통을 통제했으며, 런던, 켄트주, 버밍엄, 맨체스터에서 자체 현지 유통 및 서비스 사업을 운영했다. 영국 외 9개국에 조립 공장이 있었다.
루츠 그룹은 자본금이 부족했고, 노사 문제와 1963년 새로운 알루미늄 엔진 소형차인 힐만 임프 출시로 인한 손실을 극복하지 못했다. 상호 합의에 따라 1964년 중반부터 루츠 모터스는 크라이슬러에 단계적으로 인수되었고, 크라이슬러는 1967년 루츠 가족으로부터 통제권을 인수했다. 1978년 말까지 크라이슬러 영국사의 마지막 여러 요소는 그루프 PSA에 매각되었다.

## History

### 다른 제조업체를 위한 딜러 및 유통업체

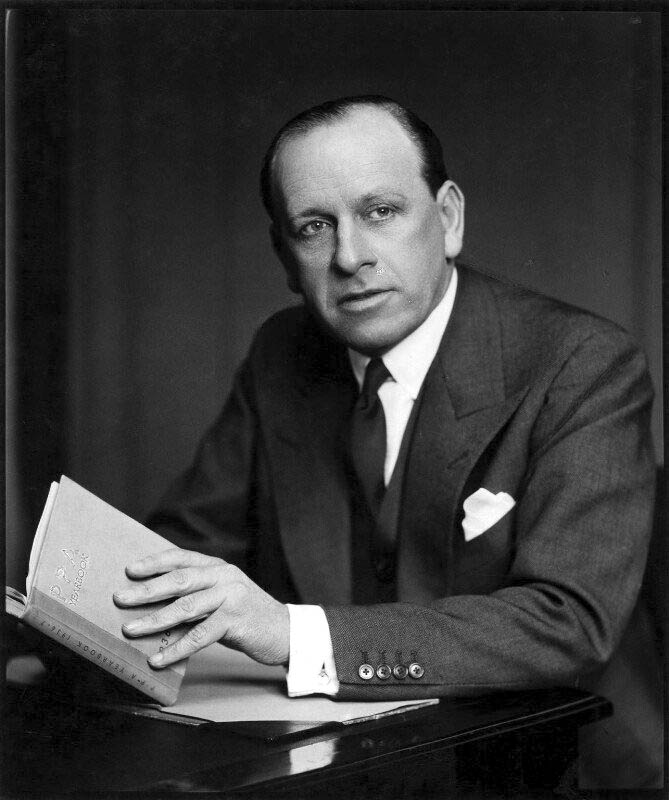
설립자 윌리엄 루츠

루츠는 1913년 윌리엄 루츠에 의해 켄트주 호크허스트에서 아버지의 호크허스트 자동차 사업과는 독립적인 자동차 판매 대리점으로 설립되었다. 루츠는 1914년까지 사업을 메이드스톤으로 옮겼고 그곳에서 항공 엔진 수리 계약을 맺었다. 1917년 그는 1897년에 아버지가 설립한 아버지의 자동차 사업의 메이드스톤 지점을 인수하여 항공기 엔진 수리 사업과 항공기 부품 제조를 확장하기 위해 루츠 유한회사를 설립했다.
1919년 자동차 및 상용차 유통이 재개되었고 사업은 런던과 다른 지역으로 확장되었다. 이미 1924년에 루츠는 영국에서 가장 큰 트럭 및 자동차 유통업체가 되었다. 그들은 피카딜리의 데본셔 하우스에 있는 그들의 쇼룸에서 롤스로이스, 다임러, 선빔, 오스틴, 힐만, 피아트 또는 클리노가 제조한 £145에서 £3,000 가격의 신차를 공급할 수 있다고 광고했다.

### 험버 유한회사

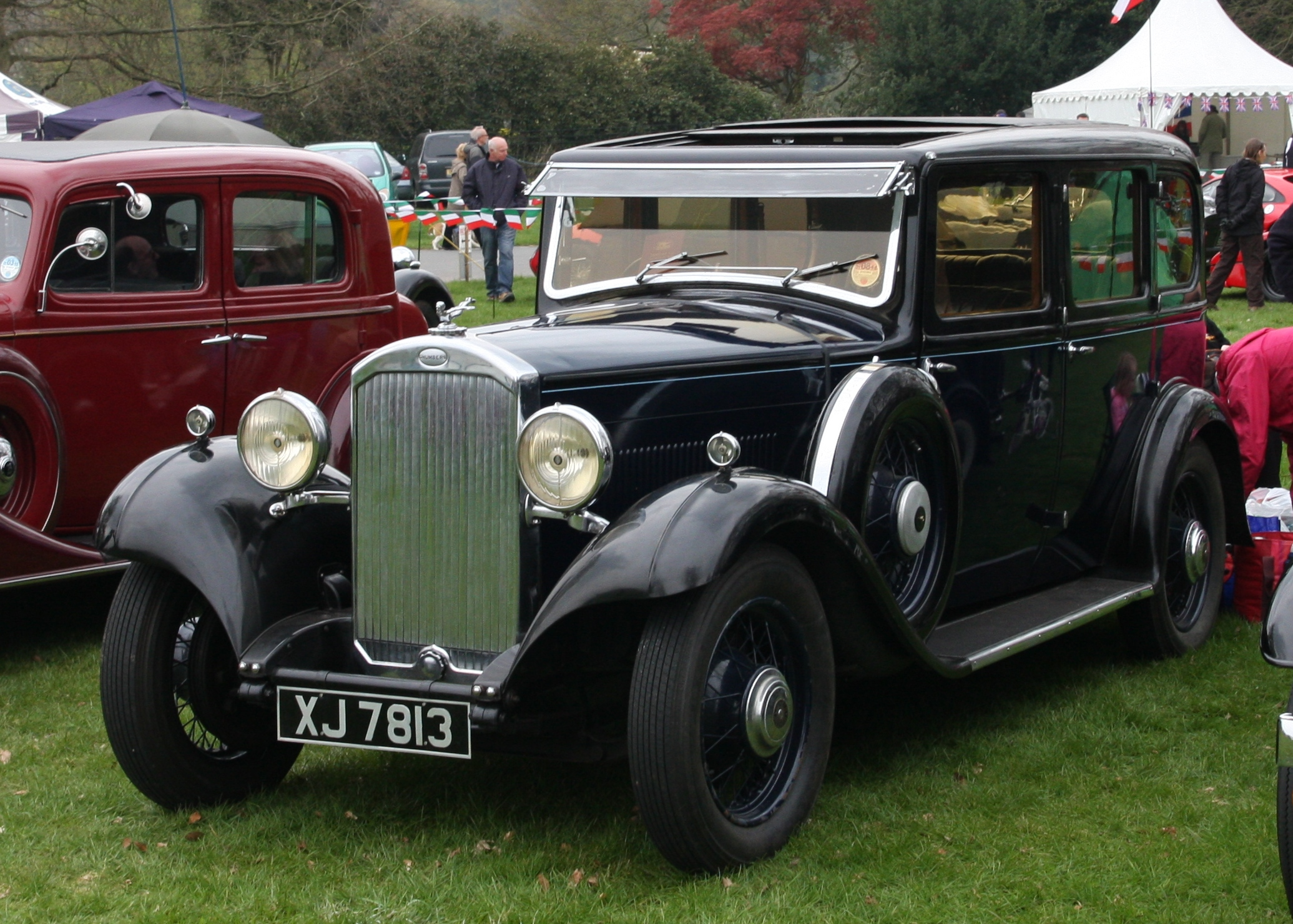
힐만 14

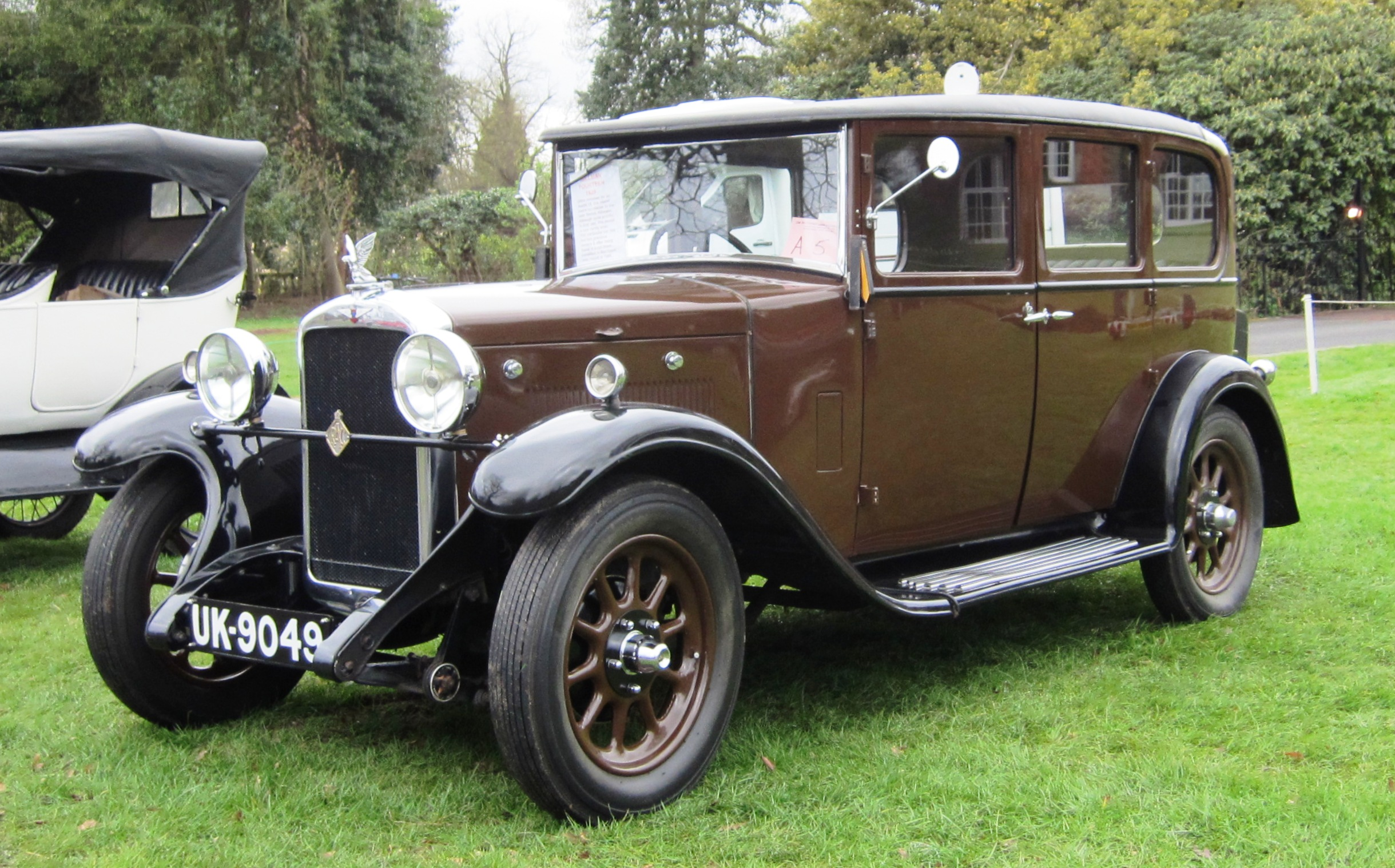
험버 16-60

특히 해외 판매에 많은 노력을 기울였고, 수출 기회가 자동차 제조로의 전환을 보장한다는 것이 분명해졌다. 이는 1929년 힐만을 시작으로 험버와 커머의 지배 지분을 인수함으로써 달성되었다. 힐만과 커머는 험버 유한회사의 완전 소유 자회사가 되었고, 루츠 형제의 지분은 결국 험버 보통주 지분의 60%가 되었다. 이제 루츠 형제는 강력한 판매 매력을 지닌 멋진 자동차를 제조할 수 있는 능력을 보여줄 수 있었다.

### 험버 사이클
페달 자전거에 대한 국내 및 수출 수요가 다시 증가했고, 1932년 2월 롤리는 모든 험버 사이클 상표를 인수했다. 제조는 롤리의 노팅엄 공장으로 이전되었다.

### 루츠 증권 유한회사
루츠 유한회사는 1933년 루츠 증권 유한회사로 이름이 변경되었다. 대공황 동안 더 많은 사업체들이 인수되었는데, 캐리어 (자동차 제조업체) (1934), 선빔 (1934), 클레멘트 탤벗 (1934), 그리고 영국 경량 철강 프레싱스 (1937) 모두 인수되어 험버 유한회사의 자회사가 되었다. 런던의 메이페어 코치빌더이자 롤스로이스 및 다임러 딜러인 스러프 & 마버리는 1926년에 인수되었으며 그들의 왕실 영장은 항상 자랑스럽게 전시되었다.

### 루츠 유한회사와 수출
1933년에는 루츠 형제의 매우 수익성 높은 핵심 사업, 즉 자동차 유통 및 서비스 기능, 그리고 수출 시장의 확장 및 개발을 담당할 새로운 루츠 유한회사가 설립되었다. 이 회사는 1924년에 영국에서 가장 큰 트럭 및 자동차 유통업체였으며, 제조업체 힐만을 인수하고 힐만을 제조업체 험버와 합병하며 루츠 형제가 험버와 험버가 인수할 제조 자회사들을 통제할 자본을 창출했다.
영국 자동차 제조업체의 해외 대표는 그룹 회원에만 국한되지 않았다.

### 소유권 및 통제권, 루츠 가족
루츠 모터스 유한회사는 1949년 11월 16일에 지주 회사인 루츠 증권 유한회사가 채택한 새로운 이름이었다. 1917년 초기 자본의 대부분은 두 루츠 형제가 제공했다. 이후 사업 확장은 유보 이익으로 자금을 조달했으며, 필요한 경우, 예를 들어 힐만 인수와 같은 경우, 프루덴셜과 주로 미들랜드 은행과 같은 회사의 은행으로부터 대출을 받아 보충했다. 1949년 11월 24일, 루츠 모터스 유한회사의 주식은 £3,025,000에 대중에게 발행되었다. 루츠는 이제 공개 회사가 되었고, 새로운 자본은 프루덴셜과 미들랜드 은행 대출금을 상환했다. 그러나 상장된 주식은 우선주였다. 자본금은 루츠 가족의 손에 남아 있었고, 이제 새로운 파트너인 프루덴셜이 제공된 £1,000,000의 보통주를 모두 인수했다. 외부 주주들은 험버 유한회사의 상당 부분을 계속 보유했다. 험버가 대중에게 발행한 우선주는 계속 상장되었다. 또한 루츠 인수 자동차 수출 사업과 인도 자동차 제품에도 외부 지분이 있었다.
이때 직원은 총 17,000명이었다. 루츠는 평균적으로 자회사 자본의 약 80퍼센트를 소유했다. 제조 자회사는 부분적으로 소유된 험버 유한회사를 통해 보유되었다. 제조는 코번트리의 세 공장에서 이루어졌으며, 루턴, 크리클우드, 액턴에도 공장이 있었다. 호주에는 완전 소유 조립 공장이 있었고, 아르헨티나, 아일랜드 공화국, 인도에는 제휴사와 공동 소유의 유사 시설이 있었다. 피카딜리의 데본셔 하우스에서 원래 사업인 마케팅 자회사는 켄트의 다섯 지점, 노스켄징턴 서비스 부서, 버밍엄 및 맨체스터 지점, 그리고 때때로 공동 소유된 해외 유통 회사들을 지휘했다.
우선주 상장 후 12개월도 채 되지 않아 루츠 형제는 상속세가 그들의 지분과 사업에 미칠 영향을 인식하고, 두 형제는 루츠 모터스 보통주 4분의 1을 현재 루츠 우선주 소유자에게 제안했다. 1954년 11월과 1959년 11월에 추가 우선주 및 사채 발행이 이어졌다. 수출 금융 부문인 루츠 인수 유한회사는 매각되었다.

### 제2차 세계 대전

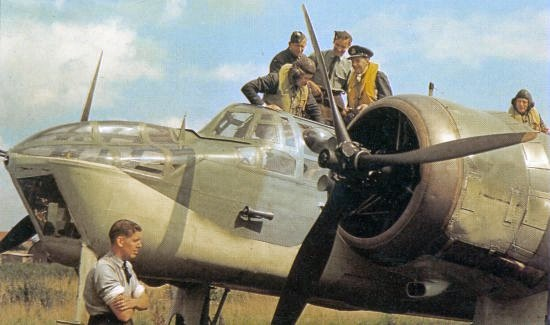
브리스톨 블렌하임 폭격기

제2차 세계 대전이 발발하자, 루츠는 다른 대부분의 영국 자동차 제조업체와 마찬가지로 군수품 생산에 참여하게 되었다. 1940년, 정부의 섀도우 공장 계획에 따라, 루츠는 코번트리 근처 라이튼온던스모어에 대규모 조립 공장을 건설했으며, 처음에는 항공기를 제조했는데, 초기 기종 중 하나는 브리스톨 블렌하임이었다. 생산에는 영국 왕립 공군 중폭격기인 핸들리 페이지 핼리팩스가 포함되었다. 이들은 1941년부터 1943년까지 리버풀 근처 스피크 공항과 스태퍼드셔주 블라이스 브리지에 있는 섀도우 공장에서 제작되었다. 루츠는 또한 험버와 커머를 기반으로 한 군용 차량도 제조했다.
루츠는 제2차 세계 대전 직후 사업 판단에 드문 실수를 저질렀다. 그는 전쟁 배상을 위해 볼프스부르크의 폭스바겐 공장을 방문했을 때, 그 공장과 비틀은 가치가 없다고 평가했다.

### 전후 인수
자회사 벌컨 (자동차)를 보유한 틸링-스티븐스, 이 두 회사는 모두 오래되고 잘 알려진 상용차 및 버스 제조업체였으며, 1950년 하반기에 인수되었다.
1956년의 새로운 인수는 싱어 모터스였다. 루츠의 싱어는 힐만의 뱃지 엔지니어링 모델로, 약간 더 고급스러운 소형차 구매자를 겨냥했다.

### 전후 발전

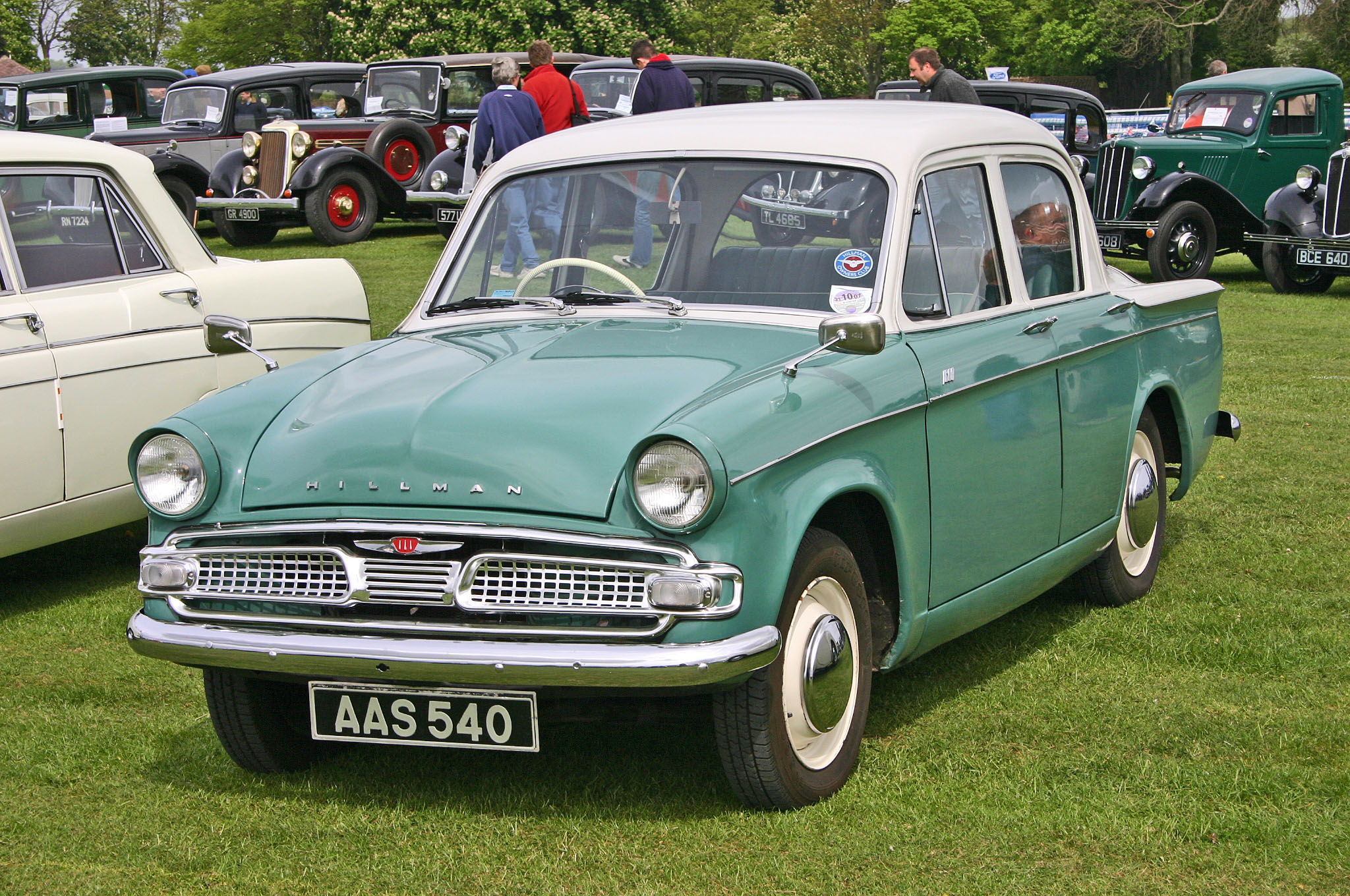
힐만 밍크스 시리즈 IIIC

전쟁 후, 루츠는 특히 오스트랄라시아 (루츠 오스트레일리아) 및 중동 등 전 세계에 위성 제조 사업을 후원했다. 후자의 가장 잘 알려진 예는 힐만 헌터를 기반으로 이란에서 제조된 파이칸이었다. 1950년에 켄트주 메이드스톤에 본사를 둔 트럭 및 버스 제조업체인 틸링-스티븐스를 인수했다.
루츠는 주요 국내 시장 경쟁사보다 약간 더 비싼 가격의 다양한 자동차를 성공적으로 판매했는데, 이는 디자인과 마감에서 우월성을 제공한다는 근거로 정당화되었다.
스튜드베이커 스타일리스트 레이먼드 로위는 루츠의 디자인 컨설턴트였다. 그의 영향은 1956년 아우닥스(Audax) 시리즈 자동차에서 가장 쉽게 볼 수 있으며, 여기에는 당시의 힐만 밍크스가 포함되었다. 이 모델은 일본 이스즈에서도 이스즈 힐만 밍크스로 라이선스 생산되었다.

### 엔지니어링 혁신
루츠는 1954년 술저 형제 개념을 기반으로 한 새로운 과급 디젤 엔진을 도입했다. 이것은 커머 TS3 2행정 3기통 엔진으로, 실린더당 2개의 대향 피스톤이 벨 크랭크를 통해 크랭크축을 구동했다. 3.25리터 엔진은 90 hp (67 kW)을 개발했으며, 이는 당시 용량이 두 배 이상인 4행정 디젤 엔진에 해당했다.
이 엔진은 커머 트럭뿐만 아니라 산업용 엔진으로도 사용되었다. 크라이슬러 인수 후 1968년에 생산이 중단되었다.

### 제품군 합리화

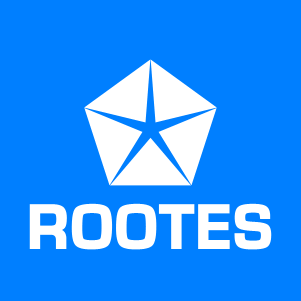
크라이슬러 인수 후 루츠 그룹 로고. 이 로고는 1970년 6월, 루츠가 크라이슬러로 교체될 때까지 사용되었다.

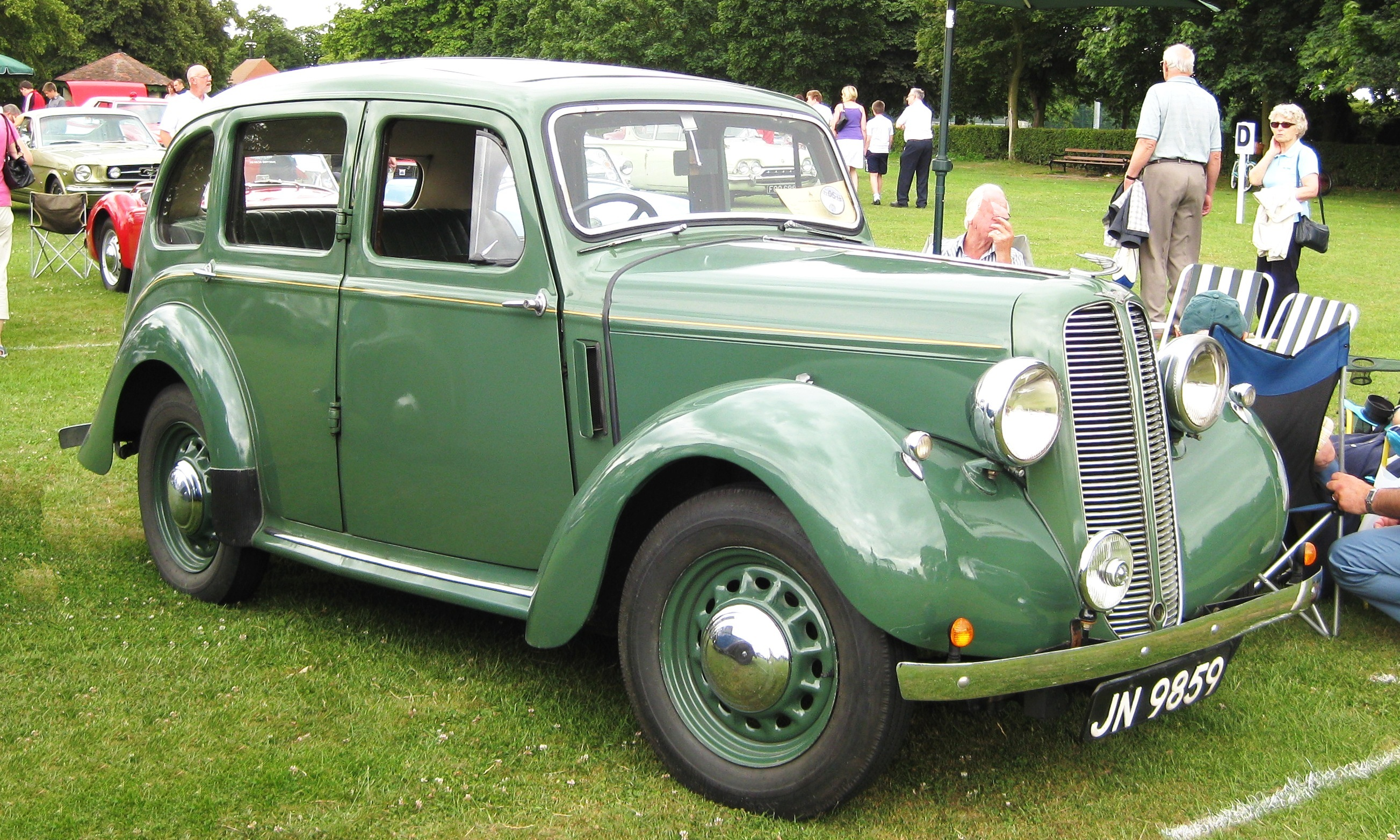
힐만 밍크스 매그니피센트, 1937년

힐만은 인수 당시 대형차를 생산하고 있었다. 힐만이 자회사가 된 직후 곧바로 직렬 8기통 모델을 출시했지만, 대공황이 심화되면서 철수되었다. 2.5리터 및 3리터 차량은 1930년대 중반에 재설계되어 험버 스나이프로 이름이 바뀌었으며, 소형 밍크스는 루츠 제품군의 주력 모델이 되었다. 선빔은 스포츠 매력을 유지했지만 전후 소형에서 중형차로 축소되었다. 험버는 더 큰 고급 승용차인 스나이프 및 파생 모델과 고급 중형차를 생산했으며, 최종적으로는 소형 셉터로 마무리되었다. 중형 험버의 중간 공백은 전후 선빔이 채웠다. 커머와 캐리어는 상용차 브랜드였다. 커머는 다양한 밴, 트럭, 트랙터, 버스 섀시를 제조했으며, 힐만 제품군의 일부 뱃지 엔지니어링 소형차도 생산했다. 캐리어는 주로 시영 및 특수 목적 트럭, 밴, 버스를 대표했지만, 후반에는 커머 제품군의 뱃지 엔지니어링 모델도 포함되었다.

### 선빔 타이거
1960년대 선빔의 알파인 컨버터블은 미국 시장에서 적당히 성공을 거두었다. 루츠는 알파인의 판매가 더 강력한 모델로 개선될 것이라고 생각했다. 그 결과, 1964년 그들은 260 cu in (4,261 cm3) 포드 V8 엔진으로 구동되는 V8 파생 모델인 타이거를 선보였다. 캐롤 셸비는 타이거 프로토타입 개발에 참여했다.
289 cu in (4,736 cm3) 모델은 1967년에 출시되었지만, 크라이슬러 차량이 포드 엔진으로 구동되는 것은 부적절하다고 여겨져 소량만 생산되었다. 크라이슬러 V8을 타이거에 장착하는 것을 고려했지만, 크라이슬러 엔진은 포드 엔진보다 크고 무거웠으며, 후방 장착 디스트리뷰터는 제한된 판매량을 고려할 때 감당할 수 없는 섀시 설계를 필요로 했을 것이다.

### 힐만 임프와 린우드 이주

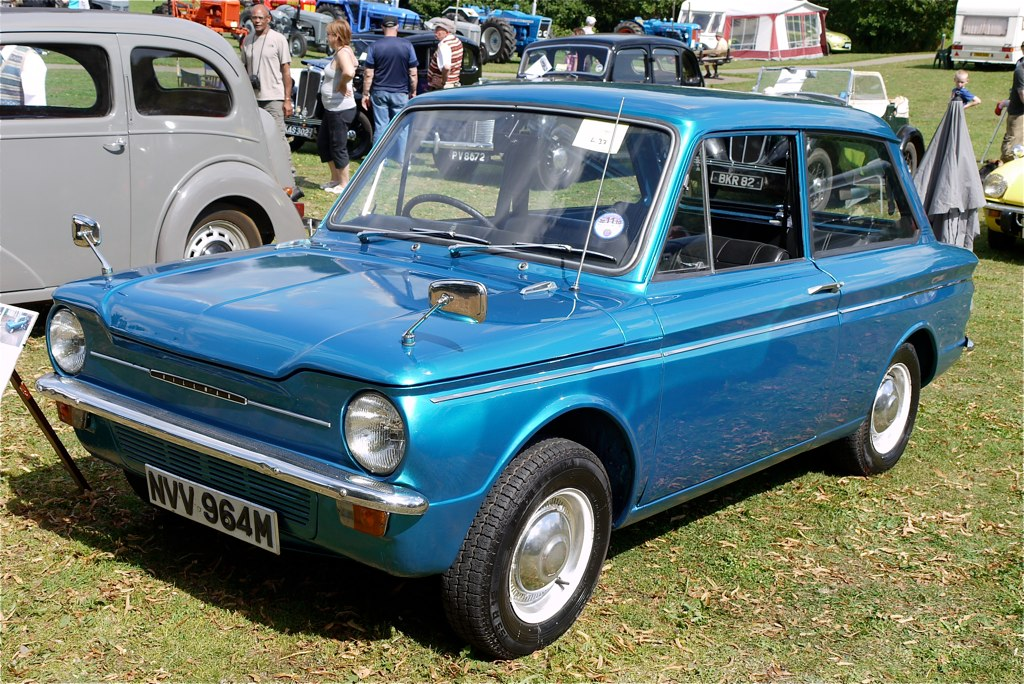
후륜 엔진 힐만 임프는 대중에게 인기를 끌지 못했다.

1963년, 루츠는 혁신적인 완전 알루미늄 OHC 엔진을 장착한 소형 후륜 엔진 세단인 힐만 임프를 선보였다. 이 엔진은 코번트리 클라이맥스 엔진 설계(원래는 소방 펌프에 사용됨)를 기반으로 했다. 이 모델은 루츠가 경쟁사인 브리티시 모터 코퍼레이션의 인기 모델인 미니에 대한 응답으로 의도되었고, 페이즐리와 엘더슬리, 렌프루셔 경계에 새로운 공장(린우드 공장이라고 불림)이 건설되어 조립을 담당했다. 린우드로의 이전은 영국 정부에 의해 강제되었는데, 정부는 침체 지역에 공장을 건설하기 위한 산업 개발 증명서(IDC) 원칙을 도입했다. 린우드 공장 직원들은 자동차 조립 경험이 없었고, 자동차의 제조 품질과 신뢰성이 저하되었다. 또 다른 문제는 부품 공급업체가 여전히 미들랜즈에 기반을 두고 있었고, 회사는 린우드에서 반제품 엔진 주물을 라이튼으로 운송하여 가공하고 조립된 후 다시 린우드로 돌려보내는 데 비용이 발생했다는 점이다. 완성된 임프는 남쪽으로 라이튼으로 돌아와 600-마일 (970 km)의 왕복 이동 거리를 초래했다.
임프 자체는 미개발 상태였고, 제조 품질 및 신뢰성 문제와 더불어 디자인에 대한 구매자 무관심은 저조한 판매로 이어졌다. 1963-65년의 비교적 성공적인 시작 이후, 임프는 잘 팔리지 않았다. 린우드에서의 빈번한 파업으로 인한 생산 손실과 에스컬레이션되는 보증 청구로 인해 루츠는 다른 모델을 개발할 자금이 없었다.

### 경쟁 역사

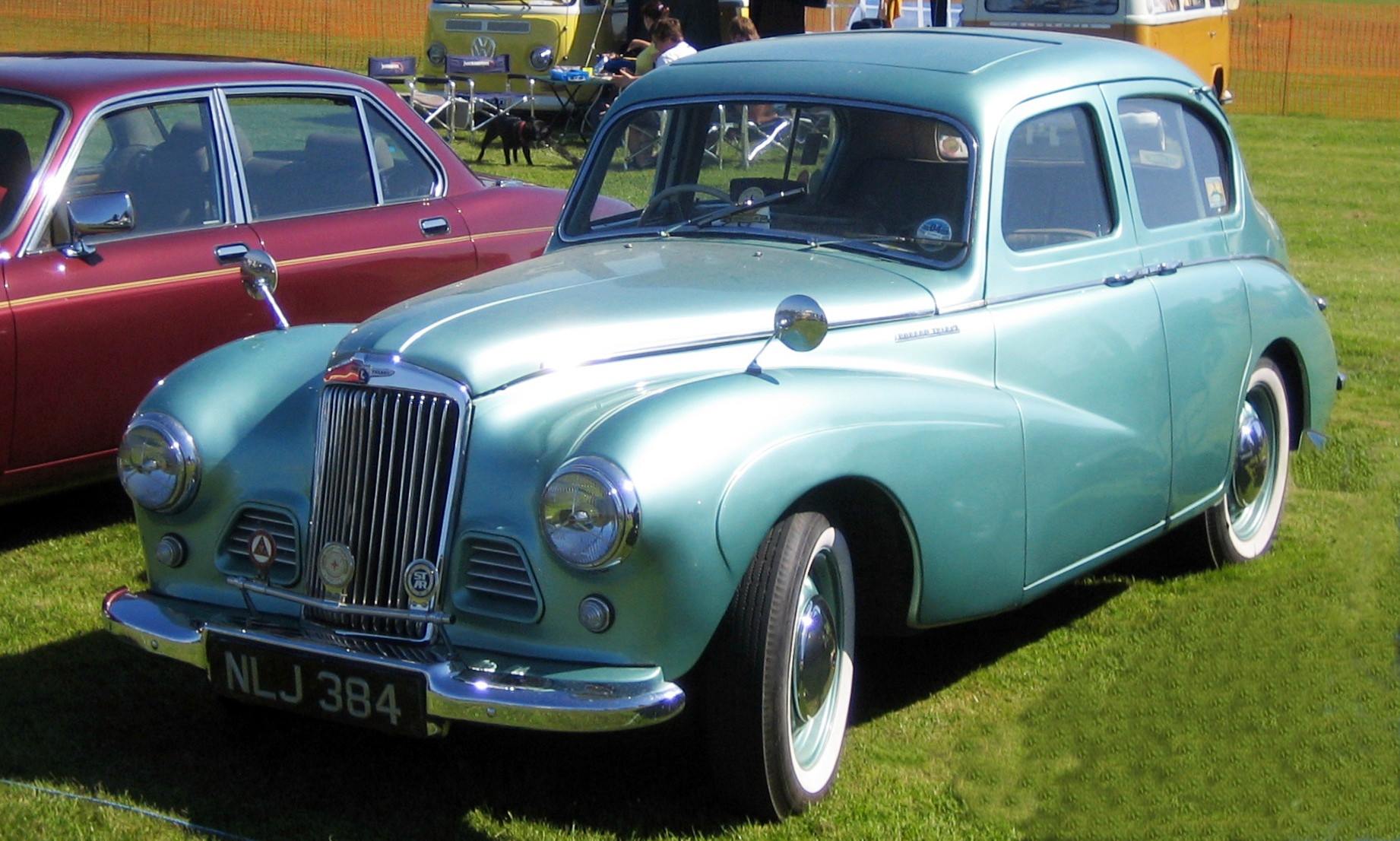
선빔-탤벗 90은 1955년 몬테카를로 랠리에서 우승했다.

1950년대 루츠의 홍보 전략에는 주요 영국 및 유럽 자동차 랠리 참가가 포함되었다. 스털링 모스와 실라 반 담은 그들의 최고 드라이버였으며, 1955년 몬테카를로 랠리에서 선빔-탤벗 90이 우승한 것이 가장 중요한 승리였다.
1968년 루츠는 런던-시드니 마라톤에 공장 팀을 참가시켰다. 힐만 헌터를 운전한 앤드루 코완은 더 큰 예산을 가진 다른 공장 팀과의 치열한 경쟁 속에서 예상치 못한 승리를 거두었다.

### 사업 전략
윌리엄 루츠의 특별한 사업 기술은 마케팅에 있었다. 루츠 형제의 제조 사업은 견고하고 신뢰할 수 있으며 잘 설계된 중급 시장 차량으로 항상 매력적인 외관을 가진 것으로 가장 잘 알려져 있었다. 잘 알려진 루츠 모델에는 힐만 밍크스, 후속 모델인 힐만 헌터, 험버 슈퍼 스나이프, 그리고 선빔 알파인이 포함된다.
윌리엄 루츠는 각 시장 틈새 시장에 맞는 특정 브랜드를 사용하여 루츠 그룹을 구축했다.

### 경영 승계
1964년 루츠 경이 사망한 후, 그의 아들인 윌리엄 제프리 루츠가 제2대 루츠 경이 되었고, 루츠 모터스의 새로운 회장이 되었다. 1967년 5월 1일 루츠 경은 당시 영국 매시 퍼거슨의 상무이사였던 울버햄프턴 태생의 사업가 길버트 헌트를 루츠 그룹의 새로운 상무이사로 임명했다. 헌트의 임명은 이 기간 동안 사업에 대한 지분과 통제권을 확대하고 있던 크라이슬러의 지지를 받았다.

## 루츠의 후계

### 크라이슬러 (1967–1978)
1964년 6월, 루츠 모터스는 크라이슬러가 보통주 자본의 30%를 인수할 것이며, 현재 주주들에게 시장 가격의 두 배를, 무의결권 우선주 자본의 50%를 시장 가격의 거의 세 배에 제공할 것이라고 발표했다. 이 인수로 인해 통제권은 영국인의 손에 남을 것이었다. 완료 시 루츠 가족 지분은 여전히 크라이슬러보다 많을 것이었다. 인수는 1964년 10월에 완료되었다. 1966년 동안 지분은 보통주 45%, 무의결권 주식 65%로 증가했으며 1967년 1월에는 루츠 모터스 자본의 약 3분의 2로 증가했다. 1970년 6월 30일에는 크라이슬러 영국(Chrysler UK)으로 이름이 변경되었다.
루츠의 몰락은 런던의 BLSP 공장에서 발생한 노사 문제로 인한 손실과 공급망 전체에 미친 연쇄적인 문제에서 시작되었다는 주장이 제기되었다. 1960년대 중반, 루츠는 문제투성이 임프의 상업적 실패로 인한 막대한 손실을 입은 후, 미국 크라이슬러에 점진적으로 인수되었다. 회사의 회계 연도는 7월 31일에 끝났고, 1967년 7월 31일로 끝나는 회계 연도에 루츠는 세전 이익이 겨우 380만 파운드에 불과하다고 보고할 수 있었다. 이는 1964년 이후 첫 보고된 이익이었으며, 1966년 회계 연도의 세전 손실 1070만 파운드와 비교되었다. 신모델 투자 자금 부족은 회사의 마지막 10년간 두드러진 특징이었다.
크라이슬러 또한 경쟁사인 포드와 제너럴 모터스처럼 완전히 독립적인 유럽 자회사를 갖고 싶어 했기 때문에 어려움을 겪고 있던 회사를 인수하기를 열망했다. 크라이슬러는 동시에 프랑스의 심카와 스페인의 바레이로스를 인수하여 루츠와 합병하여 크라이슬러 유럽을 설립했다. 1970년, 루츠라는 이름은 크라이슬러 영국으로 대체되었고 (마찬가지로 프랑스 지사인 심카는 동시에 크라이슬러 프랑스로 이름이 변경됨), 이후 대중에게서 사라졌다. 다양한 루츠 브랜드는 1970년대에 점진적으로 단계적으로 폐지되었다. 1977년에는 힐만만 남았는데, 이마저도 크라이슬러 이름에 밀려 폐지되었다. 커머라는 이름도 1970년대에 단계적으로 폐지되었고, 밴과 트럭 모델은 대부분 1976년까지 닷지 명판을 사용하게 되었다.
회고록 《이아코카》에서 전 크라이슬러 회장 리 아이어코카는 크라이슬러가 절대로 루츠를 인수해서는 안 되었다고 비판적으로 썼다. 크라이슬러 영국은 힐만 어벤저 (1970년 출시)와 힐만 헌터 (1966년 출시)와 같은 후륜 구동 패밀리 카를 계속 생산했지만, 이미 대부분의 초기 문제들이 해결된 임프는 새로운 경영진에 의해 거의 무시되었다. 임프의 상업적 가능성은 1970년대 초 피아트 127과 르노 5를 포함한 새로운 수입차의 출시로 인해 더욱 저해되었다. 이들은 전륜 엔진, 전륜 구동 해치백이 엔트리 레벨 시장 부문의 산업 표준 형식이 될 것임을 보여주었을 뿐만 아니라 인기 있는 수입차의 유입을 주도했다.
1960년대 후반, 크라이슬러는 미국에서 루츠 자동차를 판매하기 위해 노력했다. 이러한 노력은 성공적이지 못했다. 1968년 한때 루츠 자동차가 배기 가스 규정을 준수할 수 없어 판매될 수 없었기 때문에 미국에서의 마케팅은 방해를 받았다.

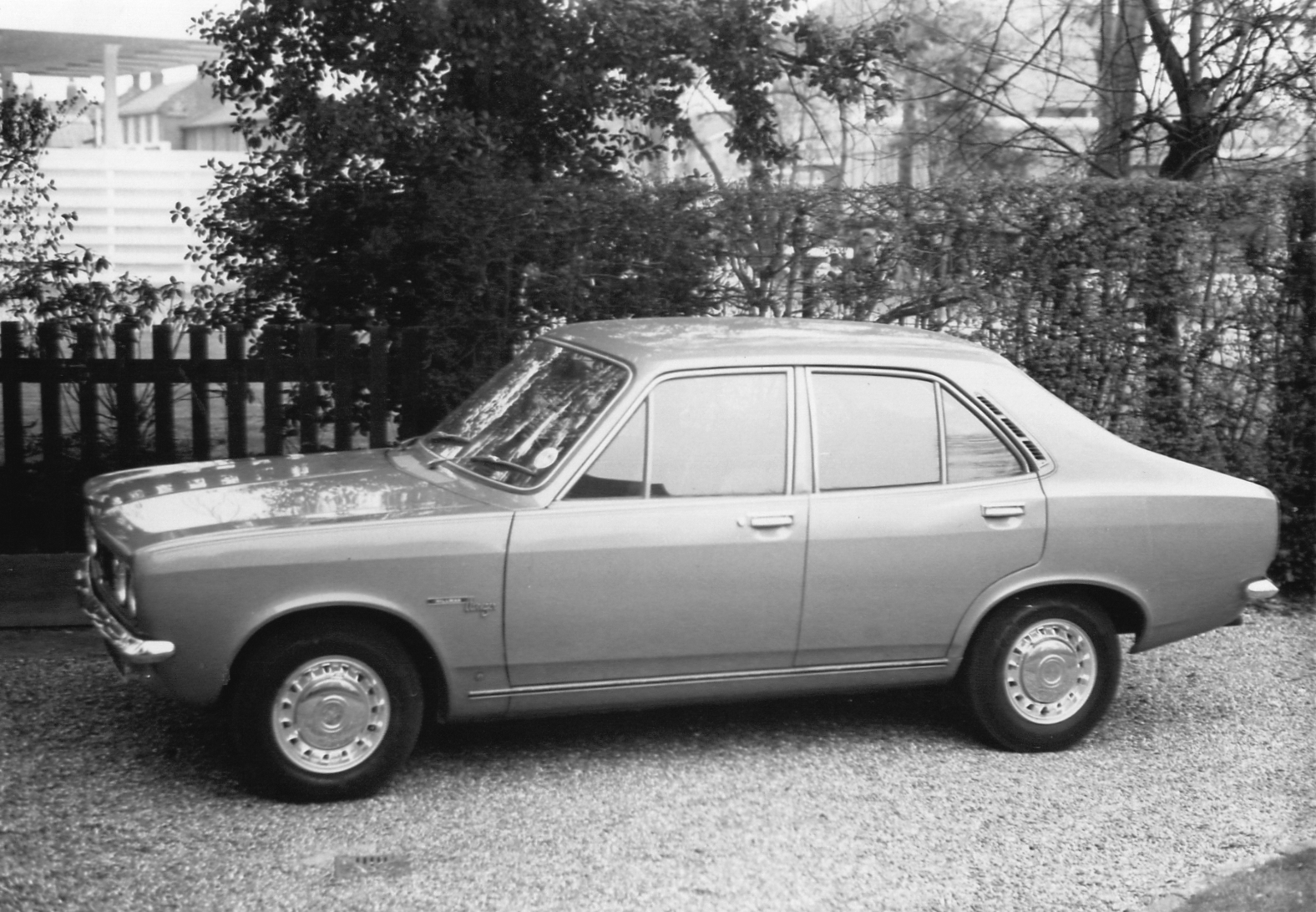
힐만 어벤저는 1970년부터 1981년까지 생산되었다.

1970년대 초, 소형차에 대한 관심이 높아지자 크라이슬러는 북미에서 플리머스 크리켓으로 힐만 어벤저를 제공했다. 이 시도는 불과 2년 만에 중단되었다. 동시에 크라이슬러의 닷지 부문은 일본 미쓰비시에서 조달한 닷지 콜트를 소형차로 제공했다. 콜트는 인기 있고 신뢰할 수 있는 자동차로 판명되어 크리켓의 종말을 앞당겼다.
그러나 크라이슬러 페브레 아르헨티나는 힐만 어벤저 기반의 닷지 1500을 제조하기 시작했으며, 이 차량은 1990년까지 생산되었다. 생산 마지막 10년 동안은 크라이슬러의 아르헨티나 사업을 인수한 폭스바겐에 의해 폭스바겐으로 뱃지되었다. 1980년까지 브라질 변형도 있었다.
1970년대 초반, 크라이슬러 유럽은 영국과 프랑스 공장에서 생산되고 해당 시장에서 크라이슬러와 심카 브랜드로 모두 판매될 두 가지 새로운 패밀리 카 제품군 개발에 주력하고 있었다. 이는 당시 경쟁사인 포드와 제너럴 모터스가 영국과 독일 모델 라인업을 통합하던 것과 유사했다.
크라이슬러 알파인(프랑스에서는 심카 1307/1308로 판매)은 1975년에 출시되었으며, 파리 (프랑스) 근처 푸아시에 있는 구 심카 공장뿐만 아니라 라이튼에 있는 구 루츠 공장에서도 생산되었다. 크라이슬러 선빔은 어벤저 차체를 기반으로 한 3도어 해치백으로, 1977년에 힐만 임프의 후속 모델로 출시되었다. 또한, 크라이슬러 영국은 크라이슬러 유럽 라인업 디자인에 상당한 기여를 했다. 알파인과 선빔 외에도 알파인의 세단 파생 모델인 탤벗 솔라라(크라이슬러가 유럽 사업을 푸조에 매각한 후 1980년대 초 출시)와 크라이슬러/심카 호라이즌이 있었다. 알파인과 호라이즌은 모두 출시 당시 유럽 올해의 차로 선정되었으며, 호라이즌은 미국 플리머스 호라이즌 및 닷지 옴니의 기반이 되었는데, 이들은 크라이슬러에게 매우 성공적이었고 10년 이상 다양한 형태로 생산되었다.
임프는 1976년에 마침내 단종되었고, 헌터는 3년 후에 그 뒤를 이었다(비록 이란에서는 계속 생산되었지만). 실제로, 이란 버전 자동차의 부품은 1980년대에 영국의 성공적인 수출품이었다.

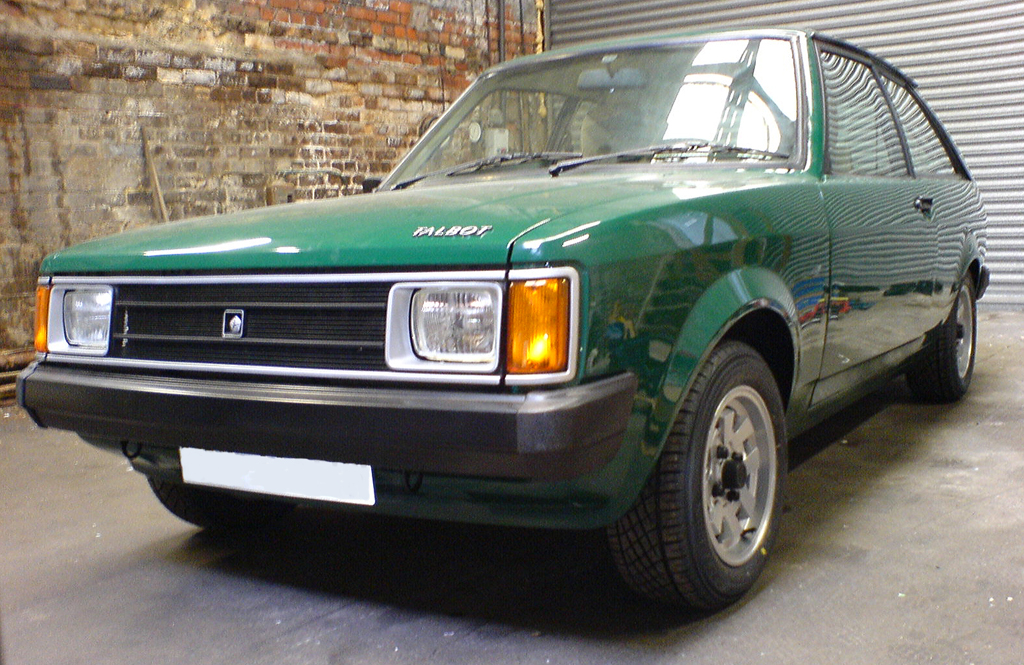
크라이슬러 선빔은 1970년대 후반에도 회사를 지탱했다.

1977년에 출시된 어벤저 기반의 크라이슬러 선빔 해치백만이 루츠 혈통을 이어갔지만, 알파인이라는 이름은 여전히 사용되었고 나중에 알파인 및 솔라라 스페셜 에디션 모델에는 옛 루츠 모델 이름인 밍크스와 레이피어가 붙여졌다. 레이피어 이름에 대한 권리는 회사의 후계자에게 남아 있었고, 결국 몇몇 한정판 푸조 모델에 다시 사용되었다. 205, 405 및 605 SRi 모델의 특별한 셉터 에디션도 있었다. 이 에디션은 60년대 세단의 측면 플래시와 유사한 크롬 효과의 셉터 필기체 로고가 있는 검은색 플라스틱 배지를 사용했다. 푸조 자동차의 경우, 셉터 배지는 트렁크 리드와 앞 펜더의 아래쪽 후미 부분에 부착되었다.
크라이슬러는 1970년대 대부분을 루츠와 심카 제품군을 하나의 일관된 전체로 통합하는 데 성공하지 못했다. 영국 사업부의 전통적인 엔지니어링 후륜 구동 자동차는 영국 외에서는 인기가 제한적이었지만, 어벤저와 헌터는 (12년 수명 동안 총 3만 대가 판매된 최초의 현지 조립 자동차) 뉴질랜드에서 상대적으로 성공적이었다. 헌터 생산은 그곳과 아일랜드에서 1979년까지 계속되었으며, 이란에서는 이란 코드루에 의해 파이칸으로 오랫동안 생산되었다.
불행히도, 미국에서의 문제로 인해 크라이슬러는 전체 제품군을 새로 고칠 자본이 없었고, 구형 디자인의 판매는 더 현대적인 경쟁에 직면하여 정체되었다. 또한, 생산 시설은 노후화되었고, 노사 문제는 지속적이었으며, 제품은 품질에 대한 좋지 않은 평판을 가지고 있었다.
막대한 손실과 공장 폐쇄 시 주변 지역의 높은 실업 위험에 직면하여, 라이튼과 린우드 공장은 빈번한 정부 구제 금융의 대상이 되었다.

### 푸조-탤벗 (1978–2007)
정부의 지원에도 불구하고, 크라이슬러 유럽이 겪는 문제의 무게로 인해 1977년에 파산했고, 이는 1978년 PSA 푸조-시트로엥에 의한 회사 인수로 이어졌다. PSA는 곧 스코틀랜드의 문제투성이 린우드 공장에 대한 도끼를 휘두르고, 루츠의 역사 페이지에서 탤벗 브랜드를 다시 꺼내 옛 크라이슬러 및 심카 브랜드 모델의 뱃지를 다시 붙였다. 라이튼은 구제되었지만, PSA는 대형 상용차에는 거의 관심을 두지 않았고, 옛 커머/닷지/캐리어 트럭 및 밴 공장은 르노의 트럭 부문과 협력하여 운영되었다. 마지막 닷지 파생 트럭(나중에는 르노로 뱃지됨)이 철수된 후, 이 공장은 르노 비히클 인더스트리엘의 엔진 생산 공장이 되었다.

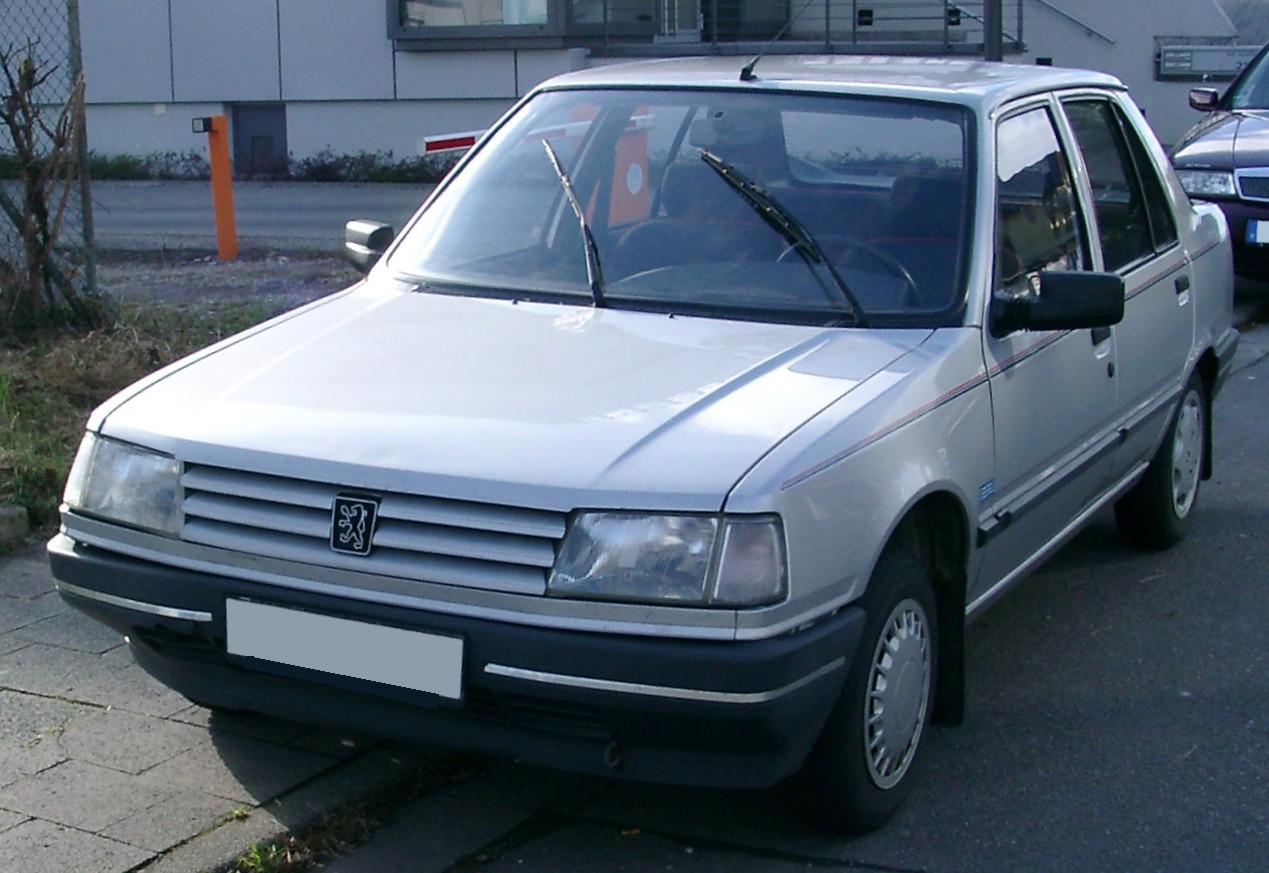
푸조 309는 라이튼 공장에서 조립된 최초의 푸조였다.

푸조 소유 하에 단종된 첫 번째 루츠 모델은 1979년의 헌터였으며, 생산 도구는 이후 이란으로 보내져 파이칸이 현지 생산에 들어갔고, 2004년까지 계속되었다. 이는 특히 택시로서 중동 전역에서 흔히 볼 수 있다. 1981년 린우드의 폐쇄는 (적어도 유럽에서는) 어벤저의 종말을 의미했다. 크라이슬러는 이 차에 대한 권리를 유지했고, 아르헨티나에서 생산을 계속했다. 린우드의 종말은 또한 탤벗 선빔이 생산된 지 4년 만에 종말을 맞았음을 의미했다. 후속 모델은 프랑스에서 생산된 푸조 104를 기반으로 한 탤벗 삼바였으며, 1982년 2월 영국에서 판매되기 시작했다. 그러나 이 단계에서 푸조는 매우 호평받은 새로운 205 슈퍼미니를 공개하기까지 1년밖에 남지 않았지만, 원래 푸조는 1980년대 중반쯤 205 플랫폼을 기반으로 한 탤벗 브랜드 슈퍼미니와 시트로엥을 출시할 계획이었다.
심카 기반 모델(호라이즌, 알파인, 솔라라)은 1979년부터 부활한 탤벗 뱃지를 사용하여 라이튼에서 계속 생산되었다. 그러나 탤벗 뱃지 모델은 향후 몇 년 동안 인기가 떨어져, 1979년 영국 시장에서 거의 12만 대에서 1984년에는 약 2만 5천 대로 판매가 감소했으며, 동시에 푸조 브랜드는 205의 성공 덕분에 우위를 점하고 있었다.
1985년 PSA는 승용차에 대한 세 브랜드 전략을 포기할 것이라고 발표했으며, 탤벗 애리조나로 개발된 호라이즌 후속 모델은 1985년 가을에 출시될 때 푸조 309가 되었고, 라이튼 공장에서 조립된 최초의 푸조 뱃지 차량이었다. 애리조나의 스타일은 나머지 라인업과 어울리지 않아 확대된 심카 1108과 비슷하게 보였다. 탤벗 브랜드는 승용차에서 단종되었고, 알파인, 솔라라, 삼바 모두 1986년 5월에 생산이 종료되었으며, 마지막 호라이즌 모델은 1년 후 스페인과 핀란드에서 생산 라인을 떠났다. 탤벗 브랜드는 푸조와 피아트의 합작 투자 사업인 익스프레스 밴에서 1994년까지 살아남았다.
라이튼 공장은 처음에는 유지되었고, 1987년부터 309와 함께 푸조 405를 조립했으며, 1992년 말부터 309의 후속 모델인 푸조 306을, 마지막으로 1998년부터 푸조 206을 조립했다.

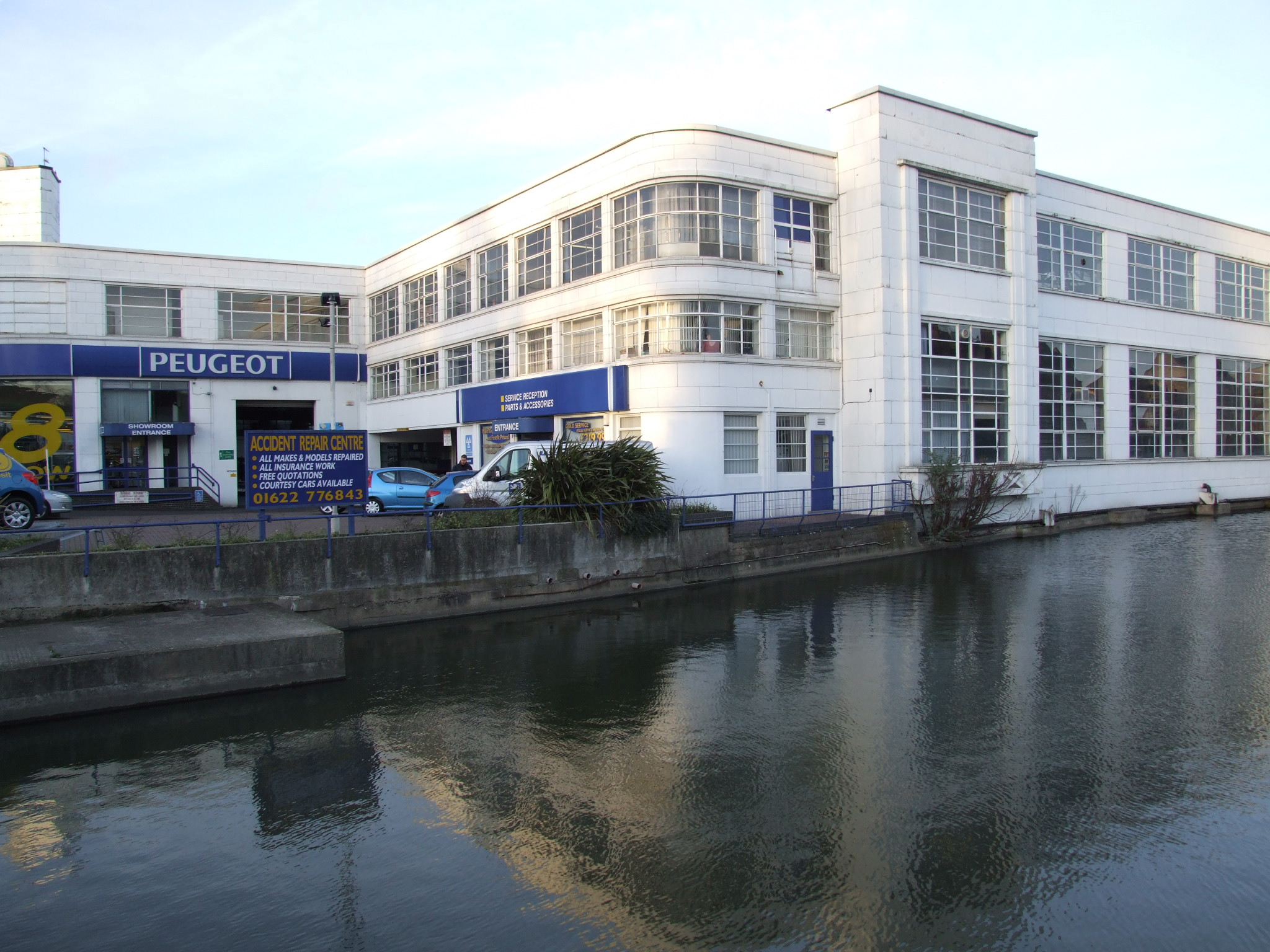
2000년대 푸조 수리 센터 및 쇼룸으로 사용된 메이드스톤의 옛 루츠 건물

라이튼은 1998년부터 마지막 푸조인 206을 조립하기 시작했다. 이 차량의 성공 절정기에는 공장이 수요를 충족시키기 위해 가동률을 최대로 올렸다. PSA의 전체 전략에서 라이튼의 중요성은 프랑스와 스페인에 있는 PSA의 주요 공장과 비교할 때 생산 능력이 제한적인 조립 공장으로서, 특히 두 주요 도로 사이에 위치하여 확장이 불가능했기 때문이었다.
2006년 4월, 라이튼의 미래에 대한 수년간의 추측 끝에 그루프 PSA는 푸조 206의 생산을 슬로바키아로 이전하고 라이튼 공장은 내년에 폐쇄될 것이라고 발표했다.
공장의 생산은 2006년 12월 12일에 중단되었다. 이는 라이튼에서의 거의 60년에 걸친 자동차 생산의 종말을 알렸고, 자동차 산업과 루츠 그룹의 마지막 남아있던 직접적인 연결 고리를 끊었다. 공장 폐쇄로 인해 2,000명 이상의 일자리가 사라졌다. 얼마 지나지 않아 철거되었다. 루츠 그룹의 유일한 물리적 잔해는 위틀리 연구 개발 센터인데, 원래 크라이슬러 시대에 설립되었으나 이후 PSA에 의해 매각되었고 현재는 재규어 랜드로버가 소유하고 있다.
옛 루츠 그룹이 소유했던 지적 재산권(휴면 상태의 상표 및 모델 이름 포함)은 1978년 회사 자산 매각 후 크라이슬러와 PSA 푸조-시트로엥 사이에 분할되었으며, 여전히 두 회사의 제품에 간헐적으로 나타난다. 예를 들어 푸조는 여러 차례 밍크스, 레이피어, 셉터라는 이름을 사용했으며, 한때 탤벗 브랜드를 새로운 저가 브랜드로 다시 부활시키는 것을 고려하기도 했다. 한편 크라이슬러는 닷지 어벤저에 어벤저라는 이름표를 재사용했으며, 최근 2023년에는 지프 어벤저에도 사용했다.
2021년, 두 대기업의 후속 기업인 피아트 크라이슬러 오토모빌스와 그루프 PSA가 합병하여 스텔란티스를 설립함으로써, 사실상 루츠 그룹의 살아남은 조각들을 다시 하나의 우산 아래로 모았다.

## Commemorations

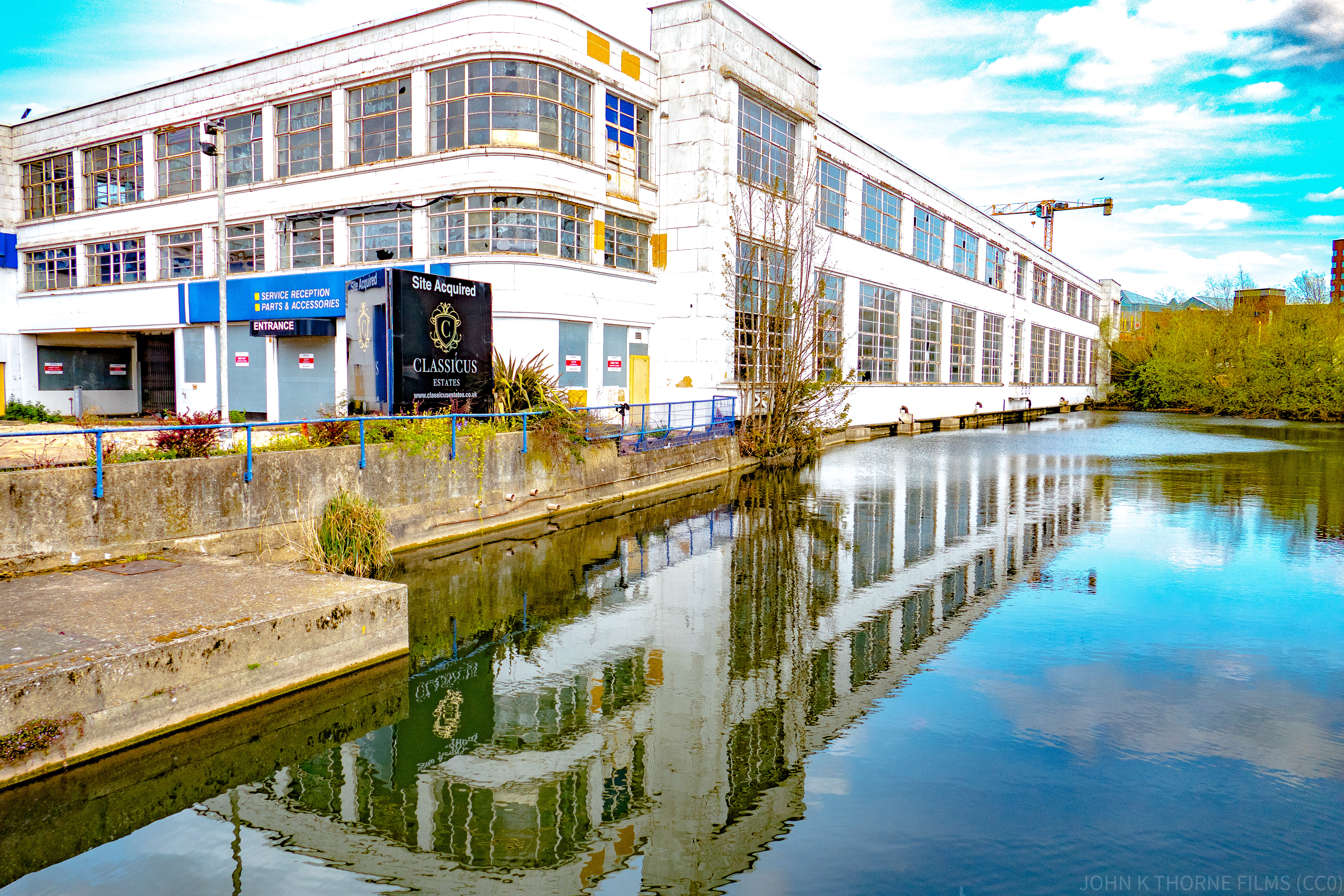
밀 스트리트의 루츠 메이드스톤 건물, 2022년에 촬영

1914년 윌리엄 루츠가 사업을 시작한 메이드스톤은 2007년까지 건물에 루츠라는 이름을 유지할 수 있었다. 1938-39년에 루츠를 위해 지어졌으며 2급으로 지정되었다. 2007년 1월 1일, 비즈니스 그룹 내 다른 40개 대리점과 마찬가지로 루츠 메이드스톤은 로빈스 앤 데이 메이드스톤으로 이름이 변경되었다. 로빈스 앤 데이는 푸조 영국이 완전 소유 및 운영하며, 많은 자동차 대리점이 프랜차이즈인 것과는 대조적이다. 2020년 4월 현재 고급 펜트하우스로 개조 중이며 2024년에 완공될 예정이다.
코번트리 역사에 대한 루츠의 기여는 워릭 대학교가 코번트리 외곽의 본 캠퍼스에 있는 가장 큰 기숙사 중 하나인 루츠 홀의 명명으로 기념되고 있다.
그 이름은 1990년대 초 클레멘트-탤벗 자동차 공장의 래드브룩그로브 부지 대부분에 건설된 주택 단지인 루츠 단지로의 짧은 접근로에 남아 있다. 재개발의 주요 접근로인 슈루즈버리 스트리트는 클레멘트-탤벗의 설립자인 찰스 체트윈드-탤벗, 제20대 슈루즈버리 백작의 이름을 따서 명명되었다. 제2차 세계 대전 직후 클레멘트-탤벗 공장 건물 그룹은 루츠 그룹 런던 행정 및 서비스 창고로 전환되었고, 나중에 워릭 라이트가 인수했다. 원래 건물 중 하나인 탤벗 행정동은 현재 래드브룩 홀로 알려져 있으며, 백작의 문장이 주 출입구 위에 높이 새겨져 있다. 세입자인 선빔 스튜디오는 1938년부터 1939년, 1945년부터 1946년까지 그곳에서 잠시 생산된 선빔-탤벗 자동차의 이름을 따서 명명되었다. 주택 지역에는 작은 공원 양쪽에 험버 드라이브와 힐만 드라이브라는 짧은 연결 도로가 있으며, 선빔 크레센트도 있다.

## 참고
1. ↑  "The Rootes car showroom and workshops, Mill Street, Maidstone, is designated at Grade II for the following principal reasons: * The building is of architectural interest as an example of a Modernist motorcar showroom and workshops which retains a significant proportion of its original fabric. * The building is of architectural interest due to its grand scale, town-centre location and picturesque setting adjacent to the Len mill pond, which distinguishes it from other buildings associated with the motorcar industry during this phase of early motoring. * The building is a prominent manifestation of a hugely successful British car manufacturer, built in a period when the expansion of car ownership was having a revolutionary impact on the physical and social fabric of the nation." Historic England 2019년 4월 26일 접속